# Manly-Warringah Sea Eagles
Die Manly-Warringah Sea Eagles sind ein australischer Rugby-League-Verein in Sydney. Der 1946 gegründete Club zählt mit acht Meistertiteln und insgesamt 19 Teilnahmen am Grand Final zu den erfolgreichsten Teams der National Rugby League. Die in weinroten Trikots antretenden Sea Eagles tragen ihre Heimspiele im 23.000 Zuschauer fassenden Brookvale Oval aus.

## Geschichte
Der Verein wurde 1947 in die New South Wales Rugby Football League (NSWRFL) aufgenommen und erreichten 1951 zum ersten Mal das Grand Final, welches jedoch deutlich gegen die South Sydney Rabbitohs verloren ging. In den folgenden zwei Jahrzehnten zogen die Sea Eagles noch vier weitere Male ins Grand Final ein, gingen dabei jedoch stets als Verlierer vom Platz. 1972 erfolgte durch ein 19:14 gegen die Sydney Roosters im sechsten Anlauf endlich der erste Meistertitel. Dies markierte zugleich den Beginn der erfolgreichsten Ära der Vereinsgeschichte, 1973, 1976 und 1978 folgten weitere Meisterschaften. Das 1973er Grand Final gegen die Cronulla-Sutherland Sharks gilt noch heute als eines der härtesten Endspiele der Rugby-League-Geschichte. Auch in den frühen 1980er blieb Manly-Warringah ein Spitzenteam, musste sich jedoch in den Grand Finals 1982 und 1983 den damals übermächtigen Parramatta Eels geschlagen geben. 1987 gewannen die Sea Eagles durch ein 18:8 gegen die Canberra Raiders ihren fünften Meistertitel. Mitte der 1990er Jahre spielte das Team um Den Hesler und Geoff Toovey den wohl spektakulärsten Rugby-Football der Clubgeschichte. 1995 ging nach einer dominanten Saison das Grand Final gegen die Canterbury-Bankstown Bulldogs zwar sensationell verloren, doch 1996 triumphierten die „Adler“ über die St. George Dragons. Während des Super League War blieb Manly-Warringah der Australian Rugby League (ARL) treu.
1999 verlor der Club jedoch seine Lizenz für die neu gegründete National Rugby League (NRL) und musste mit den North Sydney Bears zu den Northern Eagles fusionieren, um den Spielbetrieb aufrechterhalten zu können. Erst 2003 nahm Manly-Warringah wieder als eigenständiges Team an der Meisterschaft teil. Die Sea Eagles erholten sich allerdings relativ schnell von diesem Rückschlag und konnten bereits 2007 wieder ein Grand Final erreichen. Ein Jahr später folgte durch ein dominantes 40:0 gegen die Melbourne Storm der erste Titelgewinn in der NRL. 2009 gewann man durch ein 28:20 gegen die Leeds Rhinos erstmals die World Club Challenge. 2011 verhinderte Manly-Warringah durch einen Finalsieg gegen die New Zealand Warriors, dass erstmals ein neuseeländisches Team den wichtigsten Titel im australischen Rugby League erringen konnte. Das bislang letzte Grand Final ging 2013 gegen die Sydney Roosters mit 18:26 verloren.

## Fans
Die Sea Eagles gelten traditionell als ein Team der Mittel- und Oberschicht und sind bei der Rugby-League-Fanbasis in der Arbeiterklasse entsprechend unbeliebt. Intensive Rivalitäten bestehen zu den Parramatta Eels, den Sydney Roosters und den Cronulla-Sutherland Sharks.

## Erfolge
- Meisterschaften (8): 1972, 1973, 1976, 1978, 1987, 1996, 2008, 2011
- Vize-Meisterschaften (11): 1951, 1957, 1959, 1968, 1970, 1982, 1983, 1995, 1997, 2007, 2013
- Minor Premierships (9): 1971, 1972, 1973, 1976, 1983, 1987, 1995, 1996, 1997
- World Club Challenge (1): 2009

### Teilnahmen von Spielern am NRL All-Stars Game
| Name             | Position             | Teilnahme(n)           | Mannschaft           |
| George Rose      | Pfeiler              | 2010, 2011, 2012, 2013 | Indigenous All Stars |
| Anthony Watmough | Zweite-Reihe-Stürmer | 2010, 2012             | NRL All Stars        |
| Jamie Lyon       | Innendreiviertel     | 2011                   | NRL All Stars        |
| Kieran Foran     | Verbinder            | 2013, 2015             | NRL All Stars        |